# Hotell Valhall

Hotell Valhall är ett hotell och ett företag i centrala Kalix. Byggnaden uppfördes mellan åren 1953-1955 av byggmästare S A Englund åt Kalix kommun. Med att skapa hotellet var även arkitekt Bertil Matsson, Luleå samt inredningsarkitekt Sven Kai-Larsen, Stockholm.
Hotellet drivs numera i privat regi och har även en restaurang och ortens enda nuvarande nattklubb (2020).
Under åren har hotellet renoverats och gjorts om, senast år 2012 då fasaden gjordes om från att vara i färgerna blå och vitt, till vitt och grått.

## Historik
På platsen där hotellet byggdes fanns ett hus, kallat Törnqvists hus som revs.
Den årliga studentbalen brukar anordnas på hotellet dit avgångseleverna tågar genom centrum från Grodparken. 